# Mieczysław Małek
Mieczysław Małek (ur. 8 lipca 1885, zm. 25 maja 1950) – major saperów Wojska Polskiego, burmistrz Leska w II Rzeczypospolitej.

## Życiorys
Urodził się 8 lipca 1885. W 1905 ukończył VIII klasę i zdał egzamin dojrzałości w C. K. Gimnazjum Arcyksiężniczki Elżbiety w Samborze (w jego klasie byli m.in. Roman Pollak, Stanisław Porembalski, Bronisław Wiktor). W czasie I wojny światowej walczył w szeregach Pułku Piechoty Nr 77. Na stopień porucznika został mianowany ze starszeństwem z 1 maja 1915 w korpusie oficerów rezerwowych piechoty.
Po odzyskaniu przez Polskę niepodległości został przyjęty do Wojska Polskiego. Zweryfikowany w stopniu kapitana piechoty. Został awansowany do stopnia majora w korpusie oficerów kolejowych ze starszeństwem z 1 czerwca 1919. W 1923 był szefem Wojskowego Wydziału Kolejowego w Gdańsku i wówczas był przydzielony jako oficer nadetatowy 3 Pułku Wojsk Kolejowych. W 1924 był oficerem 1 Pułku Kolejowego Saperów. W lutym 1926 został przydzielony do Powiatowej Komendy Uzupełnień Gródek Jagielloński na stanowisko pełniącego obowiązki komendanta. W listopadzie tego roku został zatwierdzony na stanowisku komendanta. W czerwcu 1930 został zwolniony z zajmowanego stanowiska i pozostawiony bez przynależności służbowej z równoczesnym oddaniem do dyspozycji dowódcy Okręgu Korpusu Nr X.
W 1934 jako oficer rezerwy był przydzielony do Oficerskiej Kadry Okręgowej nr VI jako oficer w dyspozycji dowódcy OK VI i pozostawał wówczas w ewidencji Powiatowej Komendy Uzupełnień Lwów Miasto.
Od 1934 do 1938 pełnił urząd burmistrza Leska. Został przewodniczącym założonego w lutym 1934 Towarzystwa Gimnazjum Prywatnego w Lesku. Sprawując urząd i kierując zarządem miasta był pomysłodawcą ustanowienia Głazu Legionowego na rynku miejskim, tablicy upamiętniającej Marszałka Józefa Piłsudskiego oraz zainicjował wykorzystanie źródeł leczniczych siarkowych i promowanie Lesko jako uzdrowisko. Po utworzeniu infrastruktury zdrojowej jedno ze źródeł otrzymało imię „Mieczysław” na cześć burmistrza Małka. W 1937 został wybrany członkiem zarządu Związku Miast Małopolskich i pełnił tę funkcję do 1939.
Zmarł 25 maja 1950 i został pochowany na Centralnym Cmentarzu Komunalnym w Gliwicach.

## Odznaczenie
- Krzyż Walecznych
- Signum Laudis Brązowy Medal Zasługi Wojskowej na wstążce Krzyża Zasługi Wojskowej[24]
- Złoty Krzyż Zasługi z Koroną na biało-czerwonej wstążce[24]